# Michał Kosiński

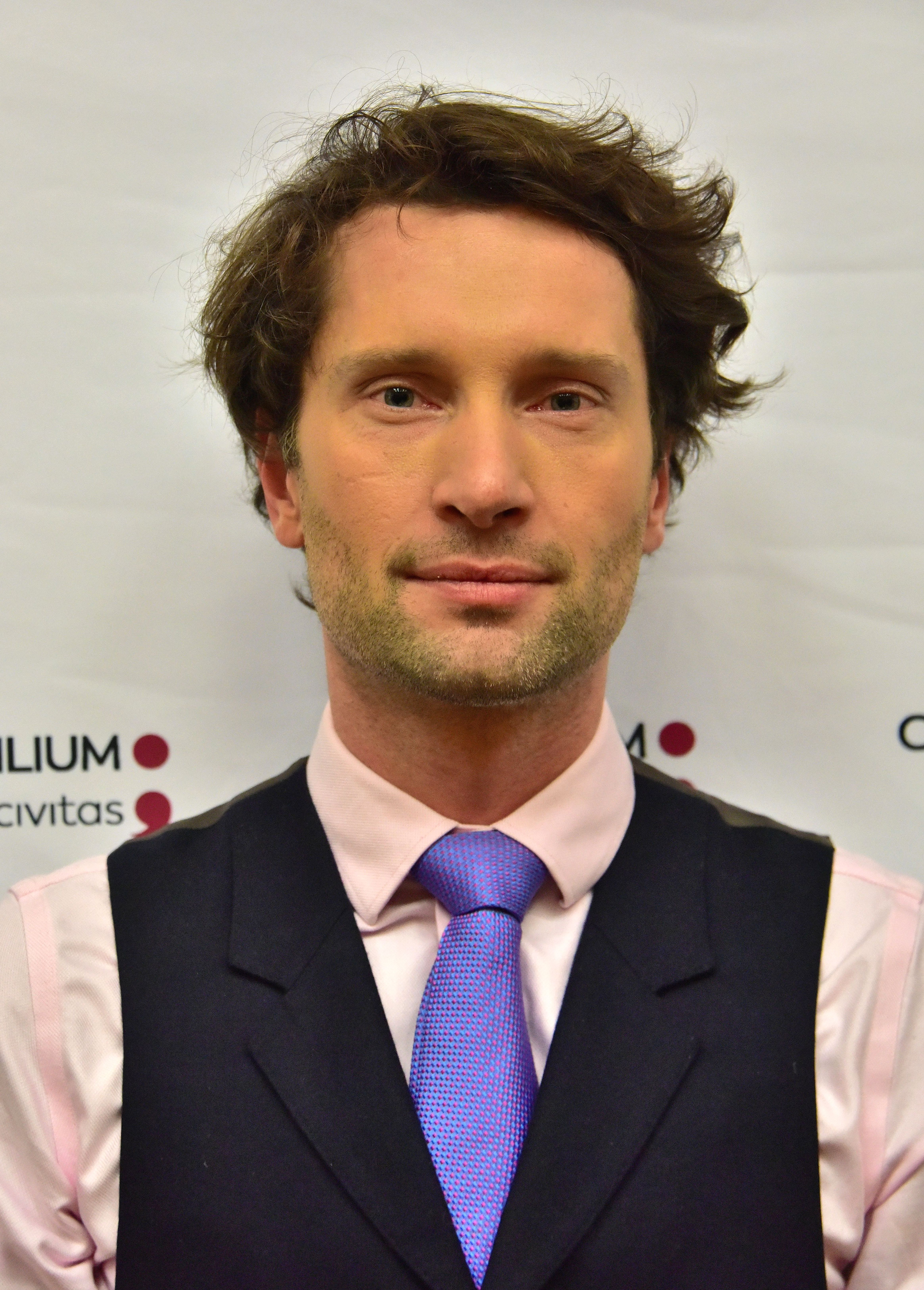
Michał Kosiński

Michał Kosiński (Warschau, 1982) is een Poolse psycholoog, die is gespecialiseerd is in psychometrie en datamining.
Kosiński is werkzaam als assistent hoogleraar aan de Stanford Graduate School of Business in Stanford, V.S. 
Hij studeerde aan het Centrum voor Psychometrie van de Universiteit van Cambridge, alwaar hij in 2008 met medewerkers een systeem ontwikkelde voor profilering van personen met gebruikmaking van online data, Facebook-likes en smartphone data. Hij toonde aan dat via een beperkt aantal "likes" mensen beter kunnen worden geanalyseerd dan dat vrienden of familieleden dat kunnen en dat individuele psychologische benadering een krachtig middel is om mensen te beïnvloeden.
Het onderzoek spitste zich toe op de digitale omgeving en omvatte de relatie van digitale voetafdrukken, psychologische eigenschappen, crowdsourcing platforms en veilingplatforms.
In 2014 behaalde Kosiński zijn PhD-graad in de Psychologie aan dezelfde universiteit. In hetzelfde jaar verhuisde hij van het Verenigd Koninkrijk naar Silicon Valley.

## Impact onderzoek
Zijn onderzoek heeft een grote impact gehad op zowel de academische wereld als de industrie. Zo stond Kosiński in 2013 op de lijst van 50 meest invloedrijke personen in Big data, opgesteld door de data-gemeenschap DataIQ en het grootste IT-bedrijf van de wereld, IBM. 
De analyse en toepassing van door data gedreven communicatie, zou buiten zijn eigen weten om ook grote invloed hebben gehad op de verkiezingsoverwinning van president Donald Trump en cruciaal geweest zijn bij de Brexit-campagne. 